# SummerSlam 2016
SummerSlam (2016) was een professioneel worstel-pay-per-view (PPV) en WWE Network evenement dat georganiseerd werd door WWE voor hun Raw en SmackDown brands. Het was de 29st editie van SummerSlam en vond plaats op 21 augustus 2016 in het Barclays Center in New York.

## Achtergrond
Op 5 juni 2016 maakte WWE bekend dat ze Brock Lesnar een kans wilde geven om deel te nemen aan UFC 200 van de MMA-organisatie UFC. Lesnar zou wel onder contract blijven bij WWE.
Op 7 juli werd er op WWE SmackDown bekendgemaakt dat Lesnar het zal opnemen tegen Randy Orton, die terugkomt na een blessure.
Op 25 juli was het de eerste WWE Raw sinds de Draft. Stephanie McMahon en Mick Foley maakten hierin bekend dat Charlotte het zou opnemen tegen Sasha Banks voor het WWE Women's Championship. Sasha Banks zou deze wedstrijd winnen en zo kampioene worden. Verder maakte Foley ook nog bekend dat er een nieuw kampioenschap zou zijn: WWE Universal Championship. Op SummerSlam zal een één-op-één wedstrijd beslissen wie er als eerste dit kampioenschap in ontvangst mag nemen. Seth Rollins werd aangeduid als de eerst number one contender. De tweede werd uitgevochten in 2 maal een Fatal-4-way. De winnaars van deze wedstrijden zouden dan in een één-op-één wedstrijd beslissen wie er dan de andere number one contender zou zijn. De eerste Fatal-4-Way bestond uit: Cesaro, Rusev, Kevin Owens en Finn Bálor. Finn Bálor won deze wedstrijd.
De andere Fatal-4-Way bestond uit: Roman Reigns, Sami Zayn, Chris Jericho en Sheamus. Roman Reigns won deze wedstrijd en later op die avond zou hij het opnemen tegen Finn Bálor. Bálor verslaat later die avond Reigns in een één-op-één match en hij is hierbij number-one-contender voor de WWE Universal Championship.
Op SummerSlam 2016 nam Brock Lesnar het op tegen Randy Orton. Orton leek naar 'suplex-city' te gaan (een serie Duitse worstelworpen die Lesnar continu uitvoerde) echter kreeg Orton het voor elkaar om twee keer zijn finisher op Lesnar uit te voeren. Lesnar kwam steeds tijdig overeind en voerde zijn finisher (de F5, een soort draaiende worp vanaf de schouders) uit op Orton, die echter op het laatste moment zijn schouder omhoog deed. Dit maakte Lesnar zo boos dat hij zijn handschoenen uitdeed en over ging op free-fighting op de grond, waarbij hij vele klappen uitdeelde. Dit werd allemaal toegestaan door de scheidsrechter die Lesnar als winnaar aanwees vanwege 'TKO' (technische knock-out). Het hele gevecht (het hele evenement) viel binnen de term 'wrestling entertainment'.

## Wedstrijden
| Nr. | Match | Winnaar(s)                                | Opmerkingen                                                                                        | Bron  |
| --- | --- | ----------------------------------------- | -------------------------------------------------------------------------------------------------- | ----- |
| 1P  | The Usos (Jimmy & Jey Uso), American Alpha (Chad Gable & Jason Jordan) en The Hype Bros (Mojo Rawley & Zack Ryder) vs. Breezango (Fandango & Tyler Breeze), The Ascension (Konnor & Viktor) en The Vaudevillains (Aiden English & Simon Gotch) | The Usos, American Alpha en The Hype Bros | 12-Man Tag Team match                                                                              | [ 2 ] |
| 2P  | Sami Zayn & Neville vs. The Dudley Boyz (Bubba Ray Dudley & D-Von Dudley) | Sami Zayn & Neville                       | Tag team match                                                                                     | [ 2 ] |
| 3P  | Sheamus vs. Cesaro | Sheamus                                   | Eén-op-één match.                                                                                  | [ 2 ] |
| 4   | Chris Jericho & Kevin Owens vs. Enzo Amore & Big Cass | Chris Jericho & Kevin Owens               | Tag Team match.                                                                                    | [ 2 ] |
| 5   | Charlotte vs. Sasha Banks (c) | Charlotte (nc)                            | Eén-op-één match voor het WWE Women's Championship.                                                | [ 2 ] |
| 6   | The Miz (c) (met Maryse) vs. Apollo Crews | The Miz                                   | Eén-op-één match voor het WWE Intercontinental Championship.                                       | [ 2 ] |
| 7   | AJ Styles vs. John Cena | AJ Styles                                 | Eén-op-één match.                                                                                  | [ 2 ] |
| 8   | Luke Gallows & Karl Anderson vs. The New Day (Kofi Kingston & Xavier Woods) (c) (met Jon Stewart) | Luke Gallows & Karl Anderson              | Tag Team match voor het WWE Tag Team Championship. Gallows & Anderson wonnen door diskwalificatie. | [ 2 ] |
| 9   | Dean Ambrose (c) vs. Dolph Ziggler | Dean Ambrose                              | Eén-op-één match voor het WWE World Championship.                                                  | [ 2 ] |
| 10  | Nikki Bella, Natalya en Alexa Bliss vs. Becky Lynch, Naomi en Carmella | Nikki Bella, Natalya en Alexa Bliss       | Six-Woman Tag Team match.                                                                          | [ 2 ] |
| 11  | "The Demon King" Finn Bálor vs. Seth Rollins | Finn Bálor (nc)                           | Eén-op-één match voor het inaugurele WWE Universal Championship.                                   | [ 2 ] |
| 12  | Brock Lesnar (met Paul Heyman) vs. Randy Orton | Brock Lesnar                              | Eén-op-één match. Lesnar won door TKO.                                                             | [ 2 ] |